# Obertonflöte
Eine Obertonflöte ist eine Flöte ohne Grifflöcher, bei der durch unterschiedlichen Blasdruck Töne der Naturtonreihe entstehen. Der Musiker produziert durch Überblasen eine Reihe von Obertönen über dem Grundton bei offenem unteren Ende und, wenn er mit einem Finger das untere Ende verschließt, einen weiteren Grundton und seine Obertöne. Nach Art der Tonerzeugung werden endgeblasene Längsflöten von Kernspaltflöten und Querflöten unterschieden. Grifflochlose Flöten, die nur einen Ton hervorbringen, sind Eintonflöten.

## Herkunft und Verbreitung
In Südamerika werden lange Rohre als Blasrohre zum Jagen, für Zeremonien, und auch zum Musizieren benutzt. In ihrer einfachsten Form, ein oben schräg abgeschnittenes Rohr, zum Beispiel ein Pflanzenstängel; ohne Grifflöcher, welches schräg über den Rand angeblasen wird, war und ist sie in der ganzen Welt geläufig. 
In Europa waren die Pflanzenstängel-Flöten vor allem unter Kindern verbreitet, aufwendiger gearbeitete Holzflöten, oft mit Kernspalte ähnlich einer Blockflöte, wurden von den Älteren gespielt und gefertigt, vor allem von Hirten die sich so die Zeit auf den Weiden vertrieben und für die anstehenden Feste im Dorf ihre Melodien übten. 
Der Wandel in Kultur und Lebensweise im westlichen Europa hat hier die Obertonflöte in der traditionellen Musik verschwinden lassen, in Osteuropa findet man sie heute noch vereinzelt: als tilincă in Rumänien, als tilinkó in Ungarn und als koncovka in der Slowakei. In  Norwegen gibt es die seljefløyte („Weidenflöte“) aus Weidenrinde. Ebenso kurzlebig ist die aus einem Pflanzenstängel angefertigte ludaya in Uganda. Im Hochland von Äthiopien wird bei der Bambus- oder Metallflöte embilta die Oktave über dem Grundton gespielt, durch Überblasen kann zusätzlich die Quinte und Quarte darüber produziert werden.
Heute erfährt die Obertonflöte im Westen eine Wiedergeburt, so ist sie in meditativer Musik, aber auch in der Rockmusik und in der elektronischen Musikszene zu finden. Durch ihre einfach zu erlernenden und tief berührenden natürlichen Harmonien finden mit ihr viele Menschen leichten Zugang in die Welt des Flötenspiels.

## Bauform
Die grifflochlosen Obertonflöten erscheinen in vielen Typen.
Die Endkantenflöten (Pflanzenstängel- und Metallflöten) und die Aufschnittkantenflöten, die sich in Flöten mit einem Zungenspalt (Schierlings- und Schrägflöte) und mit Kernspalt unterteilen. Letztere gliedern sich wiederum in Flöten mit geraden Anblasende (Goralen- und Unterflöte), Flöten mit Außenkern (Unter- und Ellenflöte) und Flöten mit schnabelartigem Mundstück (Weidenrinden- und Goralenflöte). 
Die einfachste und älteste Bauform ist die schon erwähnte Pflanzenstängelflöte. Ein hohler Pflanzenstängel, ca. 250 – 500 mm lang, mit einem Durchmesser von 8 bis 11 mm wird am Anblasende mit einem Winkel von ca. 60° schräg angeschnitten, fertig ist sie. Diese Art von Flöte kann genauso auch aus anderen Rohren (Weidenrinde, Plastik, Metall) hergestellt werden. 
Im Osten Europas sind noch die alten Bauformen wie die Ellenflöte, die Unterflöte und die Goralenflöte bekannt. Sie alle sind ähnlich dem Prinzip einer klassischen Blockflöte aufgebaut. Ein getrocknetes Holz, meist Holunder, Ahorn oder Hasel wird entweder gespalten, ausgehöhlt, dann verleimt und mit Pflanzenfasern oder Birkenrinde umwickelt, oder mit einem, früher bei Zimmermännern üblichen, verlängerten Schlangenbohrer ausgebohrt (außer bei der Ellenflöte, da diese stark konisch am Ende zusammenläuft). Das Rohr wird mit einer Länge von 300 bis 1000 mm und einem Durchmesser von 10 bis 18 mm gefertigt. Nun schnitzt man das Labium (die Anblaskante) ein, Kernspalte und Luftkanal werden eingeschnitzt und daraufhin der Kern (aus Hartriegel oder Hasel) eingepasst. Die Luft wird so durch die Kernspalte auf das Labium geleitet, wo der Ton entsteht. Das Anfertigen erfordert viel Übung und gute Kenntnis der Winkel des Luftkanals und des Labiums.

## Spielweise
Durch die unterschiedlichen Bauformen der Flöten muss man zwischen verschiedenen Anblastechniken unterscheiden. 
Die Endkantenflöten, wie die aus Pflanzenstängeln, werden, ähnlich der arabischen ney, an dem Anblasende mit einem Winkel von ca. 40° angeblasen. Der Anblaswinkel und der Luftstrahl (durch Zunge und Lippen) können variiert werden, dadurch ergibt sich ein breiteres Klangspektrum des angespielten Tones als bei den Flöten mit Luftkanal, dafür ist der Grundton meist nicht anspielbar und auch die höheren Obertöne können nicht gespielt werden, die Materialleiter ist also verhältnismäßig klein. 
Die Flöten mit Luftkanal haben den großen Vorteil, dass wenig Übung notwendig ist, da dieser dafür sorgt, dass der Luftstrahl sauber auf die Spalte geleitet wird. Der Grundton ist gut spielbar und bei einer gut gebauten Flöte auch die hohen Obertöne. Es gibt verschiedene Arten, die Flöte zu halten. Zum Beispiel hält man sie zwischen Daumen und Mittelfinger, so dass man das Endloch der Flöte mit dem Zeigefinger schließen kann. 
Um die gedackten Töne (geschlossene Flöte) gut spielen zu können, ist es wichtig, dass das Loch wirklich gut verschlossen ist. Durch langsames Schließen können die Töne gezogen werden. Wenn man nun ganz leicht bläst, wird ein tiefer Ton erklingen. Bläst man kräftiger, klingt der nächsthöhere Ton der Obertonleiter. Um die sehr hohen Obertöne zu spielen, braucht man viel Luftdruck. Diesen kann man aufbauen, indem man die Zunge am Gaumen anlegt und einen „t“-Laut erzeugt. Verschließt man das Loch am unteren Ende der Flöte, ergibt sich eine zweite Obertonleiter, die sich in die Leiter bei offener Flöte verwebt. Ein breites Repertoire an Melodietönen steht so als Materialleiter zur Verfügung.